# Try It On
Try It On — седьмой мини-альбом американской постпанк группы Interpol.
Впервые мини-альбом был выпущен лейблом Soft Limit в Великобритании Европе 16 апреля 2011 года, в честь праздника Record Store Day. Он вышел ограниченным изданием в количестве 300 экземпляров на 12-дюймовых виниловых пластинках и включал в себя три ремикса на песню «Try It On» с четвёртого студийного альбома группы. 12 июля 2011 года вышло переиздание Try It On от Matador Records с дополнительным ремиксом на другую песню с того же альбома, «The Undoing».

## Список композиций
Ремиксы песен группы Interpol записаны различными сторонними исполнителями.
1. «Try It On» (Ikonika Remix) — 4:24
2. «Try It On» (Salem Remix) — 4:08
3. «Try It On» (Banjo or Freakout Remix) — 4:50
4. «The Undoing» (Moths Remix) — 4:06